# Markerville
Markerville is een buurtschap in de Canadese provincie Alberta, in Red Deer county. Het ligt op 4 kilometer ten noorden van Highway 54, ongeveer 29 kilometer ten zuidwesten van Red Deer.